# Mitsuko Mori
Mitsuko Mori (森 光子, Mori Mitsuko), née le 9 mai 1920 à Kyoto et morte le 10 novembre 2012 à Tokyo, est une actrice japonaise. Son nom véritable est Mitsu Murakami (村上美津, Murakami Mitsu).

## Biographie

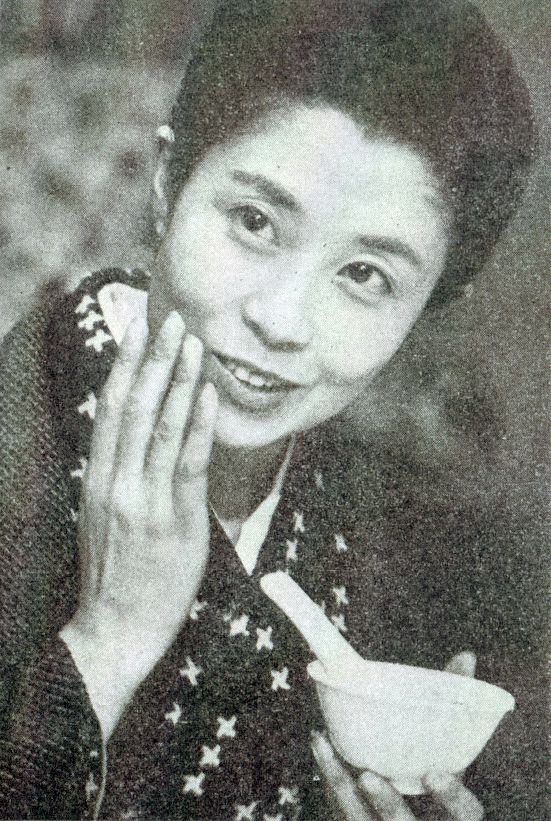
Mitsuko Mori en 1962.

Mitsuko Mori naît dans l'arrondissement de Nakagyō-ku de la ville de Kyoto, à l'angle des rues Oike et Kiyamachi (ja).
En mai 2009, elle devient la première actrice au Japon à avoir joué plus de 2 000 fois la pièce Hōrōki (放浪記, A Wanderer's Notebook).
Mori meurt d'une crise cardiaque le 10 novembre 2012 dans un hôpital de Tokyo, âgée de 92 ans.

## Filmographie partielle

### Actrice
- 1935 : Katsujinken: Araki Mataemon (活人剣 荒木又右衛門?) de Masahiro Makino
- 1967 : Nuages épars (乱れ雲, Midaregumo?) de Mikio Naruse : Katsuko
- 1987 : L'Actrice (映画女優, Eiga joyū?) de Kon Ichikawa : Yae

### Seiyū
- 1997 : Princesse Mononoké (もののけ姫, Mononoke hime?) de Hayao Miyazaki : voix de la doyenne du village

## Récompenses et distinctions
- 1984 : Médaille au ruban pourpre
- 1998 : Personne de mérite culturel
- 2005 : Ordre de la Culture
- 2009 : Prix d'honneur de la Nation